# Luis Perea
Luis Amaranto Perea Mosquera (Turbo, 30 januari 1979) is een voormalig voetballer uit Colombia. Hij speelde sinds 2004 als centrale verdediger bij Atlético Madrid en maakte in 2012 de overstap naar het Mexicaanse Cruz Azul.

## Clubcarrière
Perea begon zijn loopbaan bij Independiente Medellín in 2000. Hij speelde daar tot 2003, waarna hij vertrok naar Boca Juniors. De verdediger speelde slechts 16 wedstrijden voor de Argentijnse club. Sinds 2004 stond Perea onder contract bij Atlético Madrid. In de seizoenen 2004/05, 2005/06, 2006/2007 en 2007/2008 speelde hij bijna alle competitiewedstrijden mee. In 2012 vertrok Perea naar het Mexicaanse Cruz Azul. De verdediger maakte tot hij in Mexico ging spelen nooit een officiële goal.

## Interlandcarrière
Perea maakt zijn debuut voor het Colombiaans voetbalelftal op 20 november 2002 in het oefenduel tegen Honduras. Sindsdien is de verdediger een vaste waarde in de nationale ploeg. Perea speelde tot dusver 72 interlands.

## Statistieken
| seizoen    | club                   | land                | competitie                 | wed. | goals |
| ---------- | ---------------------- | ------------------- | -------------------------- | ---- | ----- |
| 2000       | Independiente Medellín | Vlag van Colombia   | Copa Mustang               | 18   | 0     |
| 2001       | Independiente Medellín | Vlag van Colombia   | Copa Mustang               | 46   | 0     |
| 2002       | Independiente Medellín | Vlag van Colombia   | Copa Mustang               | 44   | 0     |
| 2003       | Independiente Medellín | Vlag van Colombia   | Copa Mustang               | 9    | 0     |
| 2003/04    | Boca Juniors           | Vlag van Argentinië | Primera División           | 16   | 0     |
| 2004/05    | Atlético Madrid        | Vlag van Spanje     | Primera División           | 33   | 0     |
| 2005/06    | Atlético Madrid        | Vlag van Spanje     | Primera División           | 34   | 0     |
| 2006/07    | Atlético Madrid        | Vlag van Spanje     | Primera División           | 26   | 0     |
| 2007/08    | Atlético Madrid        | Vlag van Spanje     | Primera División           | 30   | 0     |
| 2008/09    | Atlético Madrid        | Vlag van Spanje     | Primera División           | 29   | 0     |
| 2009/2010  | Atlético Madrid        | Vlag van Spanje     | Primera División           | 28   | 0     |
| 2010/2011  | Atlético Madrid        | Vlag van Spanje     | Primera División           | 28   | 0     |
| 2011/2012  | Atlético Madrid        | Vlag van Spanje     | Primera División           | 19   | 0     |
| 2012/2013  | Cruz Azul              | Vlag van Mexico     | Primera División de México | 37   | 3     |
| 2013/2014  | Cruz Azul              | Vlag van Mexico     | Primera División de México | 13   | 1     |
| Bijgewerkt | 04-11-2013             |                     |                            | 410  | 4     |

## Erelijst
Independiente Medellín
- Categoría Primera A: 2002-II

 Boca Juniors
- Primera División: 2003/04
- Intercontinental Cup: 2003

 Atlético Madrid
- UEFA Europa League: 2009/10, 2011/12
- UEFA Super Cup: 2010
- UEFA Intertoto Cup: 2007

 Cruz Azul
- Copa MX: Clausura 2013
- CONCACAF Champions League: 2013/14